# OLDI
 Onlajn razmena podataka (u službama vazdušnog saobraćaja) (eng. OLDI, On Line Data Interchange )  je standard koji definiše protokol u elektronskoj razmeni podataka između susednih jedinica kontrole letenja, odnosno njihovih automatskih sistema za obradu radarskih podataka i podataka o planovima letenja, FDPS/RDPS. Ovaj standard je razvio i definisao EUROCONTROL.

## Sadržaj OLDI specifikacije
Specifikacija sadrži za početak generalne zahteve koji se odnose na sistem koji učestvuje u razmeni podataka, kao npr da sadrži bazu podataka o planovima leta, da podržava onlajn rad, da podržava automatsko slanje poruka na osnovu događaja u sistemu, da se sve poruke koje se pošalju i prime snimaju itd.
Takođe se specificiraju se tri kategorije maksimalnog vremena transakcije i svakoj se poruci dodeljuje jedna od tih kategorija.

### Osnovna funkcionalnost
U okviru osnovne funkcionalnosti interfejsa se koriste sledeće poruke:
- ABI – preliminarna informacija o dolazećem letu
- ACT – aktivacija plana leta
- REV – revizija plana leta
- PAC – preliminarna aktivacija plana leta
- MAC – odustajanje od koordinacije
- LAM – logička potvrda prijema

Za svaku poruku se definiše:
- podatke koje poruka mora obavezno sadržavati i podatke koje poruka mora sadžavati pod izvesnim uslovima
- uslove pod kojima se poruka mora poslati
- kako se procesira poruka na mestu prijema
- kako se potvrđuje primjem poruke i šta se dešava ako se ne potvrdi prijem
- koje parametre treba da definišu dve strane koje učestvuju u razmeni podataka

### Ostali načini upotrebe
Osim osnovne funkcionalnosti, standard definiše i poruke koje se koriste kod specifičnih sistema (npr vojne jedinice kontrole letenja ili okeanski centri kontrole letenja), koje se koriste u vezi sa specifičnom opremom koja je na raspolaganju (npr data link) ili koje premašuju osnovnu funkcionalnost, a strane se bilateralno dogovore da odgovara njihovom načinu rada i mogućnostima njihovih sistema i opreme.

### Bilateralni sporazumi
Implementacija OLDI interfejsa se ne može sprovesti bez prethodnog definisanja niza parametara. Ovi parametri se dogovaraju i usaglašavaju između dve strane koje učestvuju u razmeni podataka. Na primer, parametar je vreme između aktivacije plana leta i ulaska vazduhoplova u nadležnost prijemne jedinice kontrole letenja. Parametri, na primer, određuju i opcione podatke koje poruke sadrže. Jedan od generalnih zahteva za automatske sisteme na obe strane veze je da imaju mogućnost definisanja različitih parametara rada. Dogovor o parametrima se mora formalno dokumentovati i prihvatiti na obe strane. Takođe, kada dođe do promene u radu ili okruženju bilo koje od dve strane, sporazumno se menjaju parametri. Svaka promena parametara se mora testirati i potvrditi valjanost promene. 

### Format i sintaksa poruka
Format u kojem se OLDI poruke razmenjuju je ICAO format ili ADEXP format, s tim što su mnoge poruke podržane samo u ADEXP formatu. Koji se format koristi je takođe deo bilateralnog sporazume. OLDI standard definiše neke od elemenata formata, kao npr dozvoljene vrednosti promenjivih i sl.

## Spoljašnje veze
- OLDI specifikacija (језик: енглески)